# イミェリン
イミェリン（Imielin [iˈmʲɛlʲin] (ドイツ語: Immenau O.S.)）は、南部ポーランドシロンスク県ビェルニ＝レンジニ郡にある、2006年の統計で人口7,887人の都市。カトウィツェとクラクフの間に位置する。
この都市は人口約8,000人とかなり小さい都市である。この都市で有名なのは、ナポレオン・ボナパルトがロシア軍の侵入の途中でロシアに祈ったスカプラー教会と小さいチャペルである。
1999年から、シロンスク県に属している。1975年から1998年まではカトウィツェ県に属していた。